# Вацлав Павкович
Вацлав Павкович (Václav Pavkovič, 24 квітня 1936 — 17 листопада 2019) — чехословацький академічний веслувальник.
Бронзовий призер Олімпійських Ігор 1960 року в складі вісімки.